# Lista över fornlämningar i Robertsfors kommun
Lista över fornlämningar i Robertsfors kommun är en förteckning av ett urval av de fornlämningar som finns i Robertsfors kommun.

## Bygdeå
| Namn                      | Lämningstyp                      | Tillkomsttid | Historisk indelning  | Plats | Läge                 | ID-nr          | Bild                                      |
| ------------------------- | -------------------------------- | ------------ | -------------------- | ----- | -------------------- | -------------- | ----------------------------------------- |
| Bygdeå 2:1                | Röse                             |              | Bygdeå, Västerbotten |       | 63.904537, 20.654290 | 10013300020001 | Ladda upp en bild av detta fornminne      |
| Bygdeå 3:1                | Röse                             |              | Bygdeå, Västerbotten |       | 63.916013, 20.697374 | 10013300030001 | Ladda upp en bild av detta fornminne      |
| Jättenberget (Bygdeå 6:1) | Röse                             |              | Bygdeå, Västerbotten |       | 63.998348, 20.745117 | 10013300060001 | Ladda upp en bild av detta fornminne      |
| Bygdeå 8:1                | Röse                             |              | Bygdeå, Västerbotten |       | 64.020094, 20.759246 | 10013300080001 | Ladda upp en bild av detta fornminne      |
| Bygdeå 12:1               | Ristning, medeltid/historisk tid |              | Bygdeå, Västerbotten |       | 63.990076, 20.894536 | 10013300120001 | Ladda upp en bild av detta fornminne      |
| Bygdeå 13:1               | Ristning, medeltid/historisk tid |              | Bygdeå, Västerbotten |       | 63.986137, 20.894803 | 10013300130001 | Ladda upp en bild av detta fornminne      |
| Bygdeå 13:3               | Ristning, medeltid/historisk tid |              | Bygdeå, Västerbotten |       | 63.986270, 20.894850 | 10013300130003 | Ladda upp en bild av detta fornminne      |
| Bygdeå 14:1               | Stensättning                     |              | Bygdeå, Västerbotten |       | 64.131534, 20.929004 | 10013300140001 | Ladda upp en bild av detta fornminne      |
| Bygdeå 16:1               | Stensättning                     |              | Bygdeå, Västerbotten |       | 64.132960, 20.702891 | 10013300160001 | Ladda upp en bild av detta fornminne      |
| Bygdeå 17:1               | Röse                             |              | Bygdeå, Västerbotten |       | 64.140898, 20.902581 | 10013300170001 | Ladda upp en bild av detta fornminne      |
| Bygdeå 18:1               | Röse                             |              | Bygdeå, Västerbotten |       | 64.094846, 20.831342 | 10013300180001 | Ladda upp en bild av detta fornminne      |
| Bygdeå 19:1               | Röse                             |              | Bygdeå, Västerbotten |       | 64.082954, 20.805594 | 10013300190001 | Ladda upp en bild av detta fornminne      |
| Bygdeå 20:1               | Röse                             |              | Bygdeå, Västerbotten |       | 64.084937, 20.814629 | 10013300200001 | Ladda upp en bild av detta fornminne      |
| Bygdeå 21:1               | Röse                             |              | Bygdeå, Västerbotten |       | 64.057977, 20.785284 | 10013300210001 | Ladda upp en bild av detta fornminne      |
| Bygdeå 22:1               | Röse                             |              | Bygdeå, Västerbotten |       | 64.058631, 20.784887 | 10013300220001 | Ladda upp en bild av detta fornminne      |
| Bygdeå 26:2               | Fiskeläge                        |              | Bygdeå, Västerbotten |       | 64.059259, 20.952006 | 10013300260002 | Ladda upp en bild av detta fornminne      |
| Bygdeå 27:1               | Röse                             |              | Bygdeå, Västerbotten |       | 64.175367, 20.971661 | 10013300270001 | Ladda upp en till bild av detta fornminne |
| Bygdeå 28:1               | Röse                             |              | Bygdeå, Västerbotten |       | 64.174862, 20.971691 | 10013300280001 | Ladda upp en till bild av detta fornminne |
| Bygdeå 29:1               | Gravfält                         |              | Bygdeå, Västerbotten |       | 64.190055, 20.979098 | 10013300290001 | Ladda upp en bild av detta fornminne      |
| Bygdeå 30:1               | Röse                             |              | Bygdeå, Västerbotten |       | 64.167244, 20.937168 | 10013300300001 | Ladda upp en bild av detta fornminne      |
| Bygdeå 31:1               | Röse                             |              | Bygdeå, Västerbotten |       | 64.165887, 20.938154 | 10013300310001 | Ladda upp en bild av detta fornminne      |
| Bygdeå 31:2               | Röse                             |              | Bygdeå, Västerbotten |       | 64.165635, 20.937901 | 10013300310002 | Ladda upp en bild av detta fornminne      |
| Bygdeå 32:1               | Röse                             |              | Bygdeå, Västerbotten |       | 64.165488, 20.934164 | 10013300320001 | Ladda upp en bild av detta fornminne      |
| Bygdeå 33:1               | Röse                             |              | Bygdeå, Västerbotten |       | 64.165698, 20.932801 | 10013300330001 | Ladda upp en bild av detta fornminne      |
| Bygdeå 33:2               | Röse                             |              | Bygdeå, Västerbotten |       | 64.165497, 20.932640 | 10013300330002 | Ladda upp en bild av detta fornminne      |
| Bygdeå 34:1               | Röse                             |              | Bygdeå, Västerbotten |       | 64.165931, 20.940738 | 10013300340001 | Ladda upp en bild av detta fornminne      |
| Bygdeå 35:1               | Röse                             |              | Bygdeå, Västerbotten |       | 64.168074, 20.936333 | 10013300350001 | Ladda upp en bild av detta fornminne      |
| Bygdeå 35:2               | Röse                             |              | Bygdeå, Västerbotten |       | 64.167705, 20.936594 | 10013300350002 | Ladda upp en bild av detta fornminne      |
| Bygdeå 35:3               | Röse                             |              | Bygdeå, Västerbotten |       | 64.168041, 20.935729 | 10013300350003 | Ladda upp en bild av detta fornminne      |
| Bygdeå 36:1               | Röse                             |              | Bygdeå, Västerbotten |       | 64.165457, 20.927913 | 10013300360001 | Ladda upp en bild av detta fornminne      |
| Bygdeå 43:1               | Röse                             |              | Bygdeå, Västerbotten |       | 64.144755, 20.903866 | 10013300430001 | Ladda upp en bild av detta fornminne      |
| Bygdeå 45:1               | Stensättning                     |              | Bygdeå, Västerbotten |       | 64.180448, 20.980012 | 10013300450001 | Ladda upp en bild av detta fornminne      |
| Bygdeå 47:1               | Minnesmärke                      |              | Bygdeå, Västerbotten |       | 64.186029, 20.853040 | 10013300470001 | Ladda upp en bild av detta fornminne      |
| Bygdeå 48:1               | Stensättning                     |              | Bygdeå, Västerbotten |       | 64.087169, 20.714118 | 10013300480001 | Ladda upp en bild av detta fornminne      |
| Bygdeå 51:1               | Stensättning                     |              | Bygdeå, Västerbotten |       | 63.958017, 20.777342 | 10013300510001 | Ladda upp en bild av detta fornminne      |
| Bygdeå 85:1               | Stensättning                     |              | Bygdeå, Västerbotten |       | 64.092955, 20.950359 | 10013300850001 | Ladda upp en bild av detta fornminne      |
| Bygdeå 86:1               | Röse                             |              | Bygdeå, Västerbotten |       | 64.131577, 20.930345 | 10013300860001 | Ladda upp en bild av detta fornminne      |
| Bygdeå 118:1              | Stensättning                     |              | Bygdeå, Västerbotten |       | 63.918634, 20.661540 | 10013301180001 | Ladda upp en bild av detta fornminne      |
| Bygdeå 126:1              | Ristning, medeltid/historisk tid |              | Bygdeå, Västerbotten |       | 63.996881, 20.898589 | 10013301260001 | Ladda upp en bild av detta fornminne      |
| Bygdeå 129:1              | Husgrund, historisk tid          |              | Bygdeå, Västerbotten |       | 63.991331, 20.894085 | 10013301290001 | Ladda upp en bild av detta fornminne      |
| Bygdeå 129:2              | Husgrund, historisk tid          |              | Bygdeå, Västerbotten |       | 63.991028, 20.894382 | 10013301290002 | Ladda upp en bild av detta fornminne      |
| Bygdeå 151:1              | Röse                             |              | Bygdeå, Västerbotten |       | 64.098425, 20.705335 | 10013301510001 | Ladda upp en bild av detta fornminne      |
| Bygdeå 226:1              | Fäbod                            |              | Bygdeå, Västerbotten |       | 64.112061, 20.784674 | 10013302260001 | Ladda upp en bild av detta fornminne      |
| Bygdeå 227:1              | Grav- och boplatsområde          |              | Bygdeå, Västerbotten |       | 64.102524, 20.790247 | 10013302270001 | Ladda upp en bild av detta fornminne      |
| Bygdeå 262:1              | Röse                             |              | Bygdeå, Västerbotten |       | 64.136967, 20.903135 | 10013302620001 | Ladda upp en bild av detta fornminne      |
| Bygdeå 266:1              | Röse                             |              | Bygdeå, Västerbotten |       | 64.164317, 20.925807 | 10013302660001 | Ladda upp en bild av detta fornminne      |
| Bygdeå 266:2              | Stensättning                     |              | Bygdeå, Västerbotten |       | 64.164263, 20.926065 | 10013302660002 | Ladda upp en bild av detta fornminne      |
| Bygdeå 280:1              | Stensättning                     |              | Bygdeå, Västerbotten |       | 64.173996, 21.016928 | 10013302800001 | Ladda upp en bild av detta fornminne      |
| Bygdeå 306:1              | Lägenhetsbebyggelse              |              | Bygdeå, Västerbotten |       | 64.179424, 20.521192 | 10013303060001 | Ladda upp en bild av detta fornminne      |
| Bygdeå 307:1              | Lägenhetsbebyggelse              |              | Bygdeå, Västerbotten |       | 64.182252, 20.517138 | 10013303070001 | Ladda upp en bild av detta fornminne      |
| Bygdeå 347:1              | Fäbod                            |              | Bygdeå, Västerbotten |       | 64.114430, 20.789638 | 10013303470001 | Ladda upp en bild av detta fornminne      |
| Bygdeå 414:1              | Stensättning                     |              | Bygdeå, Västerbotten |       | 64.157281, 20.816571 | 10013304140001 | Ladda upp en bild av detta fornminne      |
| Bygdeå 414:2              | Stensättning                     |              | Bygdeå, Västerbotten |       | 64.157323, 20.816298 | 10013304140002 | Ladda upp en bild av detta fornminne      |
| Bygdeå 414:3              | Stensättning                     |              | Bygdeå, Västerbotten |       | 64.157421, 20.816297 | 10013304140003 | Ladda upp en bild av detta fornminne      |
| Bygdeå 414:4              | Stensättning                     |              | Bygdeå, Västerbotten |       | 64.157416, 20.816577 | 10013304140004 | Ladda upp en bild av detta fornminne      |
| Bygdeå 415:1              | Stensättning                     |              | Bygdeå, Västerbotten |       | 64.159032, 20.820406 | 10013304150001 | Ladda upp en bild av detta fornminne      |
| Bygdeå 415:2              | Stensättning                     |              | Bygdeå, Västerbotten |       | 64.159001, 20.820310 | 10013304150002 | Ladda upp en bild av detta fornminne      |

## Nysätra
| Namn          | Lämningstyp             | Tillkomsttid | Historisk indelning   | Plats | Läge                 | ID-nr          | Bild                                 |
| ------------- | ----------------------- | ------------ | --------------------- | ----- | -------------------- | -------------- | ------------------------------------ |
| Nysätra 1:1   | Röse                    |              | Nysätra, Västerbotten |       | 64.323726, 21.108235 | 10014800010001 | Ladda upp en bild av detta fornminne |
| Nysätra 2:1   | Röse                    |              | Nysätra, Västerbotten |       | 64.324393, 21.160963 | 10014800020001 | Ladda upp en bild av detta fornminne |
| Nysätra 3:1   | Röse                    |              | Nysätra, Västerbotten |       | 64.330160, 21.101835 | 10014800030001 | Ladda upp en bild av detta fornminne |
| Nysätra 4:1   | Röse                    |              | Nysätra, Västerbotten |       | 64.313383, 21.090993 | 10014800040001 | Ladda upp en bild av detta fornminne |
| Nysätra 5:1   | Röse                    |              | Nysätra, Västerbotten |       | 64.292503, 21.172887 | 10014800050001 | Ladda upp en bild av detta fornminne |
| Nysätra 6:1   | Stensättning            |              | Nysätra, Västerbotten |       | 64.292625, 21.176321 | 10014800060001 | Ladda upp en bild av detta fornminne |
| Nysätra 6:2   | Stensättning            |              | Nysätra, Västerbotten |       | 64.292586, 21.176337 | 10014800060002 | Ladda upp en bild av detta fornminne |
| Nysätra 7:1   | Röse                    |              | Nysätra, Västerbotten |       | 64.301025, 21.185129 | 10014800070001 | Ladda upp en bild av detta fornminne |
| Nysätra 8:1   | Röse                    |              | Nysätra, Västerbotten |       | 64.299671, 21.184599 | 10014800080001 | Ladda upp en bild av detta fornminne |
| Nysätra 8:2   | Stensättning            |              | Nysätra, Västerbotten |       | 64.299741, 21.184462 | 10014800080002 | Ladda upp en bild av detta fornminne |
| Nysätra 9:1   | Röse                    |              | Nysätra, Västerbotten |       | 64.287853, 21.173127 | 10014800090001 | Ladda upp en bild av detta fornminne |
| Nysätra 9:2   | Röse                    |              | Nysätra, Västerbotten |       | 64.287698, 21.172939 | 10014800090002 | Ladda upp en bild av detta fornminne |
| Nysätra 10:1  | Röse                    |              | Nysätra, Västerbotten |       | 64.280278, 21.157476 | 10014800100001 | Ladda upp en bild av detta fornminne |
| Nysätra 10:2  | Stensättning            |              | Nysätra, Västerbotten |       | 64.280182, 21.157644 | 10014800100002 | Ladda upp en bild av detta fornminne |
| Nysätra 10:3  | Röse                    |              | Nysätra, Västerbotten |       | 64.280099, 21.157931 | 10014800100003 | Ladda upp en bild av detta fornminne |
| Nysätra 11:1  | Röse                    |              | Nysätra, Västerbotten |       | 64.272997, 21.161598 | 10014800110001 | Ladda upp en bild av detta fornminne |
| Nysätra 11:2  | Stensättning            |              | Nysätra, Västerbotten |       | 64.272987, 21.161728 | 10014800110002 | Ladda upp en bild av detta fornminne |
| Nysätra 12:1  | Röse                    |              | Nysätra, Västerbotten |       | 64.270864, 21.156272 | 10014800120001 | Ladda upp en bild av detta fornminne |
| Nysätra 13:1  | Röse                    |              | Nysätra, Västerbotten |       | 64.280630, 21.160212 | 10014800130001 | Ladda upp en bild av detta fornminne |
| Nysätra 14:1  | Röse                    |              | Nysätra, Västerbotten |       | 64.305318, 21.010309 | 10014800140001 | Ladda upp en bild av detta fornminne |
| Nysätra 15:1  | Röse                    |              | Nysätra, Västerbotten |       | 64.292704, 21.009542 | 10014800150001 | Ladda upp en bild av detta fornminne |
| Nysätra 16:1  | Röse                    |              | Nysätra, Västerbotten |       | 64.291160, 21.009323 | 10014800160001 | Ladda upp en bild av detta fornminne |
| Nysätra 17:1  | Röse                    |              | Nysätra, Västerbotten |       | 64.289869, 21.008884 | 10014800170001 | Ladda upp en bild av detta fornminne |
| Nysätra 17:2  | Stensättning            |              | Nysätra, Västerbotten |       | 64.289712, 21.009003 | 10014800170002 | Ladda upp en bild av detta fornminne |
| Nysätra 17:3  | Röse                    |              | Nysätra, Västerbotten |       | 64.289539, 21.009122 | 10014800170003 | Ladda upp en bild av detta fornminne |
| Nysätra 17:4  | Stensättning            |              | Nysätra, Västerbotten |       | 64.289217, 21.009802 | 10014800170004 | Ladda upp en bild av detta fornminne |
| Nysätra 18:1  | Röse                    |              | Nysätra, Västerbotten |       | 64.285305, 21.010542 | 10014800180001 | Ladda upp en bild av detta fornminne |
| Nysätra 18:2  | Stensättning            |              | Nysätra, Västerbotten |       | 64.285181, 21.010374 | 10014800180002 | Ladda upp en bild av detta fornminne |
| Nysätra 19:1  | Röse                    |              | Nysätra, Västerbotten |       | 64.284577, 21.010271 | 10014800190001 | Ladda upp en bild av detta fornminne |
| Nysätra 19:2  | Stensättning            |              | Nysätra, Västerbotten |       | 64.284416, 21.010248 | 10014800190002 | Ladda upp en bild av detta fornminne |
| Nysätra 20:1  | Röse                    |              | Nysätra, Västerbotten |       | 64.282330, 21.011057 | 10014800200001 | Ladda upp en bild av detta fornminne |
| Nysätra 21:1  | Gravfält                |              | Nysätra, Västerbotten |       | 64.283137, 21.051682 | 10014800210001 | Ladda upp en bild av detta fornminne |
| Nysätra 23:1  | Stensättning            |              | Nysätra, Västerbotten |       | 64.277380, 21.012693 | 10014800230001 | Ladda upp en bild av detta fornminne |
| Nysätra 24:1  | Röse                    |              | Nysätra, Västerbotten |       | 64.276506, 21.013282 | 10014800240001 | Ladda upp en bild av detta fornminne |
| Nysätra 24:2  | Stensättning            |              | Nysätra, Västerbotten |       | 64.276520, 21.013588 | 10014800240002 | Ladda upp en bild av detta fornminne |
| Nysätra 24:3  | Stensättning            |              | Nysätra, Västerbotten |       | 64.276670, 21.013778 | 10014800240003 | Ladda upp en bild av detta fornminne |
| Nysätra 25:1  | Röse                    |              | Nysätra, Västerbotten |       | 64.275048, 21.011973 | 10014800250001 | Ladda upp en bild av detta fornminne |
| Nysätra 26:1  | Röse                    |              | Nysätra, Västerbotten |       | 64.273484, 21.011629 | 10014800260001 | Ladda upp en bild av detta fornminne |
| Nysätra 26:2  | Röse                    |              | Nysätra, Västerbotten |       | 64.273570, 21.011497 | 10014800260002 | Ladda upp en bild av detta fornminne |
| Nysätra 26:3  | Stensättning            |              | Nysätra, Västerbotten |       | 64.273690, 21.011502 | 10014800260003 | Ladda upp en bild av detta fornminne |
| Nysätra 26:4  | Röse                    |              | Nysätra, Västerbotten |       | 64.273807, 21.011493 | 10014800260004 | Ladda upp en bild av detta fornminne |
| Nysätra 27:1  | Gravfält                |              | Nysätra, Västerbotten |       | 64.272088, 21.012588 | 10014800270001 | Ladda upp en bild av detta fornminne |
| Nysätra 28:1  | Grav- och boplatsområde |              | Nysätra, Västerbotten |       | 64.271805, 21.010111 | 10014800280001 | Ladda upp en bild av detta fornminne |
| Nysätra 29:1  | Röse                    |              | Nysätra, Västerbotten |       | 64.271535, 21.008665 | 10014800290001 | Ladda upp en bild av detta fornminne |
| Nysätra 30:1  | Stensättning            |              | Nysätra, Västerbotten |       | 64.268257, 21.005523 | 10014800300001 | Ladda upp en bild av detta fornminne |
| Nysätra 31:1  | Röse                    |              | Nysätra, Västerbotten |       | 64.269745, 20.998335 | 10014800310001 | Ladda upp en bild av detta fornminne |
| Nysätra 32:1  | Röse                    |              | Nysätra, Västerbotten |       | 64.293712, 21.010068 | 10014800320001 | Ladda upp en bild av detta fornminne |
| Nysätra 33:1  | Röse                    |              | Nysätra, Västerbotten |       | 64.294760, 21.009680 | 10014800330001 | Ladda upp en bild av detta fornminne |
| Nysätra 33:2  | Röse                    |              | Nysätra, Västerbotten |       | 64.294934, 21.009586 | 10014800330002 | Ladda upp en bild av detta fornminne |
| Nysätra 40:1  | Stensättning            |              | Nysätra, Västerbotten |       | 64.258580, 21.041234 | 10014800400001 | Ladda upp en bild av detta fornminne |
| Nysätra 41:1  | Röse                    |              | Nysätra, Västerbotten |       | 64.260489, 21.132108 | 10014800410001 | Ladda upp en bild av detta fornminne |
| Nysätra 42:1  | Röse                    |              | Nysätra, Västerbotten |       | 64.256281, 21.131316 | 10014800420001 | Ladda upp en bild av detta fornminne |
| Nysätra 42:2  | Stensättning            |              | Nysätra, Västerbotten |       | 64.256326, 21.131553 | 10014800420002 | Ladda upp en bild av detta fornminne |
| Nysätra 43:1  | Röse                    |              | Nysätra, Västerbotten |       | 64.257120, 21.131499 | 10014800430001 | Ladda upp en bild av detta fornminne |
| Nysätra 44:1  | Röse                    |              | Nysätra, Västerbotten |       | 64.227127, 21.100801 | 10014800440001 | Ladda upp en bild av detta fornminne |
| Nysätra 45:1  | Röse                    |              | Nysätra, Västerbotten |       | 64.223338, 21.103606 | 10014800450001 | Ladda upp en bild av detta fornminne |
| Nysätra 46:1  | Stensättning            |              | Nysätra, Västerbotten |       | 64.223676, 21.105675 | 10014800460001 | Ladda upp en bild av detta fornminne |
| Nysätra 47:1  | Röse                    |              | Nysätra, Västerbotten |       | 64.225281, 21.140812 | 10014800470001 | Ladda upp en bild av detta fornminne |
| Nysätra 48:1  | Röse                    |              | Nysätra, Västerbotten |       | 64.284392, 21.062023 | 10014800480001 | Ladda upp en bild av detta fornminne |
| Nysätra 49:1  | Röse                    |              | Nysätra, Västerbotten |       | 64.281461, 21.063194 | 10014800490001 | Ladda upp en bild av detta fornminne |
| Nysätra 49:2  | Stensättning            |              | Nysätra, Västerbotten |       | 64.281301, 21.063109 | 10014800490002 | Ladda upp en bild av detta fornminne |
| Nysätra 50:1  | Röse                    |              | Nysätra, Västerbotten |       | 64.323963, 21.108497 | 10014800500001 | Ladda upp en bild av detta fornminne |
| Nysätra 51:1  | Röse                    |              | Nysätra, Västerbotten |       | 64.287203, 21.173297 | 10014800510001 | Ladda upp en bild av detta fornminne |
| Nysätra 52:1  | Röse                    |              | Nysätra, Västerbotten |       | 64.292128, 21.009259 | 10014800520001 | Ladda upp en bild av detta fornminne |
| Nysätra 52:2  | Stensättning            |              | Nysätra, Västerbotten |       | 64.292110, 21.009499 | 10014800520002 | Ladda upp en bild av detta fornminne |
| Nysätra 52:3  | Röse                    |              | Nysätra, Västerbotten |       | 64.292011, 21.009222 | 10014800520003 | Ladda upp en bild av detta fornminne |
| Nysätra 53:1  | Stensättning            |              | Nysätra, Västerbotten |       | 64.291609, 21.009628 | 10014800530001 | Ladda upp en bild av detta fornminne |
| Nysätra 55:1  | Stensättning            |              | Nysätra, Västerbotten |       | 64.283961, 21.010078 | 10014800550001 | Ladda upp en bild av detta fornminne |
| Nysätra 56:1  | Röse                    |              | Nysätra, Västerbotten |       | 64.274198, 21.011660 | 10014800560001 | Ladda upp en bild av detta fornminne |
| Nysätra 56:2  | Röse                    |              | Nysätra, Västerbotten |       | 64.274084, 21.011586 | 10014800560002 | Ladda upp en bild av detta fornminne |
| Nysätra 58:1  | Röse                    |              | Nysätra, Västerbotten |       | 64.222155, 21.033506 | 10014800580001 | Ladda upp en bild av detta fornminne |
| Nysätra 59:1  | Stensättning            |              | Nysätra, Västerbotten |       | 64.197196, 20.990800 | 10014800590001 | Ladda upp en bild av detta fornminne |
| Nysätra 60:1  | Röse                    |              | Nysätra, Västerbotten |       | 64.199110, 20.991344 | 10014800600001 | Ladda upp en bild av detta fornminne |
| Nysätra 60:2  | Stensättning            |              | Nysätra, Västerbotten |       | 64.199087, 20.991035 | 10014800600002 | Ladda upp en bild av detta fornminne |
| Nysätra 60:3  | Röse                    |              | Nysätra, Västerbotten |       | 64.199021, 20.991059 | 10014800600003 | Ladda upp en bild av detta fornminne |
| Nysätra 65:1  | Röse                    |              | Nysätra, Västerbotten |       | 64.356793, 20.997204 | 10014800650001 | Ladda upp en bild av detta fornminne |
| Nysätra 66:1  | Röse                    |              | Nysätra, Västerbotten |       | 64.357266, 20.997812 | 10014800660001 | Ladda upp en bild av detta fornminne |
| Nysätra 67:1  | Röse                    |              | Nysätra, Västerbotten |       | 64.354755, 21.017861 | 10014800670001 | Ladda upp en bild av detta fornminne |
| Nysätra 67:2  | Röse                    |              | Nysätra, Västerbotten |       | 64.354866, 21.017743 | 10014800670002 | Ladda upp en bild av detta fornminne |
| Nysätra 68:1  | Röse                    |              | Nysätra, Västerbotten |       | 64.344636, 21.049257 | 10014800680001 | Ladda upp en bild av detta fornminne |
| Nysätra 68:2  | Röse                    |              | Nysätra, Västerbotten |       | 64.344385, 21.049159 | 10014800680002 | Ladda upp en bild av detta fornminne |
| Nysätra 68:3  | Stensättning            |              | Nysätra, Västerbotten |       | 64.344539, 21.049293 | 10014800680003 | Ladda upp en bild av detta fornminne |
| Nysätra 68:4  | Stensättning            |              | Nysätra, Västerbotten |       | 64.344451, 21.049409 | 10014800680004 | Ladda upp en bild av detta fornminne |
| Nysätra 69:1  | Röse                    |              | Nysätra, Västerbotten |       | 64.334926, 21.023833 | 10014800690001 | Ladda upp en bild av detta fornminne |
| Nysätra 70:1  | Stensättning            |              | Nysätra, Västerbotten |       | 64.333648, 21.024557 | 10014800700001 | Ladda upp en bild av detta fornminne |
| Nysätra 71:1  | Röse                    |              | Nysätra, Västerbotten |       | 64.326666, 21.034146 | 10014800710001 | Ladda upp en bild av detta fornminne |
| Nysätra 72:1  | Gravfält                |              | Nysätra, Västerbotten |       | 64.279838, 20.898201 | 10014800720001 | Ladda upp en bild av detta fornminne |
| Nysätra 74:1  | Stensättning            |              | Nysätra, Västerbotten |       | 64.291582, 20.925378 | 10014800740001 | Ladda upp en bild av detta fornminne |
| Nysätra 75:1  | Röse                    |              | Nysätra, Västerbotten |       | 64.374037, 20.999152 | 10014800750001 | Ladda upp en bild av detta fornminne |
| Nysätra 76:2  | Fiskeläge               |              | Nysätra, Västerbotten |       | 64.263968, 21.227259 | 10014800760002 | Ladda upp en bild av detta fornminne |
| Nysätra 82:1  | Röse                    |              | Nysätra, Västerbotten |       | 64.278832, 20.927490 | 10014800820001 | Ladda upp en bild av detta fornminne |
| Nysätra 82:2  | Röse                    |              | Nysätra, Västerbotten |       | 64.278973, 20.927318 | 10014800820002 | Ladda upp en bild av detta fornminne |
| Nysätra 83:1  | Röse                    |              | Nysätra, Västerbotten |       | 64.196127, 20.984183 | 10014800830001 | Ladda upp en bild av detta fornminne |
| Nysätra 84:1  | Röse                    |              | Nysätra, Västerbotten |       | 64.222326, 21.110415 | 10014800840001 | Ladda upp en bild av detta fornminne |
| Nysätra 85:1  | Röse                    |              | Nysätra, Västerbotten |       | 64.210374, 21.120984 | 10014800850001 | Ladda upp en bild av detta fornminne |
| Nysätra 95:1  | Röse                    |              | Nysätra, Västerbotten |       | 64.249551, 21.106058 | 10014800950001 | Ladda upp en bild av detta fornminne |
| Nysätra 97:1  | Stensättning            |              | Nysätra, Västerbotten |       | 64.244143, 21.087196 | 10014800970001 | Ladda upp en bild av detta fornminne |
| Nysätra 98:1  | Stensättning            |              | Nysätra, Västerbotten |       | 64.235910, 21.090271 | 10014800980001 | Ladda upp en bild av detta fornminne |
| Nysätra 98:2  | Stensättning            |              | Nysätra, Västerbotten |       | 64.235839, 21.090733 | 10014800980002 | Ladda upp en bild av detta fornminne |
| Nysätra 99:1  | Stensättning            |              | Nysätra, Västerbotten |       | 64.225891, 21.103621 | 10014800990001 | Ladda upp en bild av detta fornminne |
| Nysätra 101:1 | Stensättning            |              | Nysätra, Västerbotten |       | 64.207612, 21.119276 | 10014801010001 | Ladda upp en bild av detta fornminne |
| Nysätra 101:2 | Stensättning            |              | Nysätra, Västerbotten |       | 64.207249, 21.119619 | 10014801010002 | Ladda upp en bild av detta fornminne |
| Nysätra 101:3 | Stensättning            |              | Nysätra, Västerbotten |       | 64.207133, 21.119824 | 10014801010003 | Ladda upp en bild av detta fornminne |
| Nysätra 101:4 | Stensättning            |              | Nysätra, Västerbotten |       | 64.207025, 21.120072 | 10014801010004 | Ladda upp en bild av detta fornminne |
| Nysätra 102:1 | Röse                    |              | Nysätra, Västerbotten |       | 64.211170, 21.116429 | 10014801020001 | Ladda upp en bild av detta fornminne |
| Nysätra 103:1 | Stensättning            |              | Nysätra, Västerbotten |       | 64.226877, 21.137526 | 10014801030001 | Ladda upp en bild av detta fornminne |
| Nysätra 106:1 | Röse                    |              | Nysätra, Västerbotten |       | 64.234595, 21.124943 | 10014801060001 | Ladda upp en bild av detta fornminne |
| Nysätra 106:2 | Stensättning            |              | Nysätra, Västerbotten |       | 64.234488, 21.124902 | 10014801060002 | Ladda upp en bild av detta fornminne |
| Nysätra 107:1 | Röse                    |              | Nysätra, Västerbotten |       | 64.234914, 21.123579 | 10014801070001 | Ladda upp en bild av detta fornminne |
| Nysätra 110:1 | Fiskeläge               |              | Nysätra, Västerbotten |       | 64.191180, 21.118394 | 10014801100001 | Ladda upp en bild av detta fornminne |
| Nysätra 113:1 | Fiskeläge               |              | Nysätra, Västerbotten |       | 64.189923, 21.121002 | 10014801130001 | Ladda upp en bild av detta fornminne |
| Nysätra 116:1 | Fiskeläge               |              | Nysätra, Västerbotten |       | 64.188785, 21.123720 | 10014801160001 | Ladda upp en bild av detta fornminne |
| Nysätra 121:1 | Fiskeläge               |              | Nysätra, Västerbotten |       | 64.169185, 21.108555 | 10014801210001 | Ladda upp en bild av detta fornminne |
| Nysätra 125:1 | Fiskeläge               |              | Nysätra, Västerbotten |       | 64.164278, 21.107139 | 10014801250001 | Ladda upp en bild av detta fornminne |
| Nysätra 129:1 | Fiskeläge               |              | Nysätra, Västerbotten |       | 64.164141, 21.123151 | 10014801290001 | Ladda upp en bild av detta fornminne |
| Nysätra 130:1 | Fiskeläge               |              | Nysätra, Västerbotten |       | 64.162181, 21.128877 | 10014801300001 | Ladda upp en bild av detta fornminne |
| Nysätra 132:1 | Fiskeläge               |              | Nysätra, Västerbotten |       | 64.191604, 21.115168 | 10014801320001 | Ladda upp en bild av detta fornminne |
| Nysätra 133:1 | Fiskeläge               |              | Nysätra, Västerbotten |       | 64.191752, 21.114074 | 10014801330001 | Ladda upp en bild av detta fornminne |
| Nysätra 134:1 | Fiskeläge               |              | Nysätra, Västerbotten |       | 64.190636, 21.115464 | 10014801340001 | Ladda upp en bild av detta fornminne |
| Nysätra 139:1 | Röse                    |              | Nysätra, Västerbotten |       | 64.264018, 20.987162 | 10014801390001 | Ladda upp en bild av detta fornminne |
| Nysätra 140:1 | Stensättning            |              | Nysätra, Västerbotten |       | 64.256919, 21.003944 | 10014801400001 | Ladda upp en bild av detta fornminne |
| Nysätra 152:1 | Röse                    |              | Nysätra, Västerbotten |       | 64.212799, 20.983713 | 10014801520001 | Ladda upp en bild av detta fornminne |
| Nysätra 153:1 | Stensättning            |              | Nysätra, Västerbotten |       | 64.211193, 20.982855 | 10014801530001 | Ladda upp en bild av detta fornminne |
| Nysätra 154:1 | Stensättning            |              | Nysätra, Västerbotten |       | 64.210687, 20.979890 | 10014801540001 | Ladda upp en bild av detta fornminne |
| Nysätra 156:1 | Stensättning            |              | Nysätra, Västerbotten |       | 64.213130, 20.977168 | 10014801560001 | Ladda upp en bild av detta fornminne |
| Nysätra 158:1 | Röse                    |              | Nysätra, Västerbotten |       | 64.219218, 21.058641 | 10014801580001 | Ladda upp en bild av detta fornminne |
| Nysätra 158:2 | Stensättning            |              | Nysätra, Västerbotten |       | 64.219291, 21.058861 | 10014801580002 | Ladda upp en bild av detta fornminne |
| Nysätra 166:1 | Stensättning            |              | Nysätra, Västerbotten |       | 64.210160, 20.981051 | 10014801660001 | Ladda upp en bild av detta fornminne |
| Nysätra 167:1 | Stensättning            |              | Nysätra, Västerbotten |       | 64.211747, 20.978912 | 10014801670001 | Ladda upp en bild av detta fornminne |
| Nysätra 169:1 | Stensättning            |              | Nysätra, Västerbotten |       | 64.233670, 21.095980 | 10014801690001 | Ladda upp en bild av detta fornminne |
| Nysätra 225:1 | Stensättning            |              | Nysätra, Västerbotten |       | 64.295036, 21.012946 | 10014802250001 | Ladda upp en bild av detta fornminne |
| Nysätra 226:1 | Stensättning            |              | Nysätra, Västerbotten |       | 64.279742, 21.012749 | 10014802260001 | Ladda upp en bild av detta fornminne |
| Nysätra 226:2 | Stensättning            |              | Nysätra, Västerbotten |       | 64.279646, 21.012991 | 10014802260002 | Ladda upp en bild av detta fornminne |
| Nysätra 229:1 | Gravfält                |              | Nysätra, Västerbotten |       | 64.300960, 21.010790 | 10014802290001 | Ladda upp en bild av detta fornminne |
| Nysätra 230:1 | Stensättning            |              | Nysätra, Västerbotten |       | 64.320393, 21.009407 | 10014802300001 | Ladda upp en bild av detta fornminne |
| Nysätra 230:2 | Stensättning            |              | Nysätra, Västerbotten |       | 64.320266, 21.009522 | 10014802300002 | Ladda upp en bild av detta fornminne |
| Nysätra 232:1 | Röse                    |              | Nysätra, Västerbotten |       | 64.323656, 21.101328 | 10014802320001 | Ladda upp en bild av detta fornminne |
| Nysätra 234:1 | Stensättning            |              | Nysätra, Västerbotten |       | 64.372716, 21.008684 | 10014802340001 | Ladda upp en bild av detta fornminne |
| Nysätra 238:1 | Stensättning            |              | Nysätra, Västerbotten |       | 64.269906, 21.165092 | 10014802380001 | Ladda upp en bild av detta fornminne |
| Nysätra 239:1 | Röse                    |              | Nysätra, Västerbotten |       | 64.270830, 21.164330 | 10014802390001 | Ladda upp en bild av detta fornminne |
| Nysätra 240:1 | Grav- och boplatsområde |              | Nysätra, Västerbotten |       | 64.279039, 21.157832 | 10014802400001 | Ladda upp en bild av detta fornminne |
| Nysätra 242:1 | Stensättning            |              | Nysätra, Västerbotten |       | 64.286841, 21.173211 | 10014802420001 | Ladda upp en bild av detta fornminne |
| Nysätra 247:1 | Stensättning            |              | Nysätra, Västerbotten |       | 64.278396, 21.053630 | 10014802470001 | Ladda upp en bild av detta fornminne |
| Nysätra 309:1 | Stensättning            |              | Nysätra, Västerbotten |       | 64.357183, 21.014330 | 10014803090001 | Ladda upp en bild av detta fornminne |
| Nysätra 312:1 | Stensättning            |              | Nysätra, Västerbotten |       | 64.342333, 21.020344 | 10014803120001 | Ladda upp en bild av detta fornminne |
| Nysätra 313:1 | Röse                    |              | Nysätra, Västerbotten |       | 64.334141, 21.022166 | 10014803130001 | Ladda upp en bild av detta fornminne |
| Nysätra 313:2 | Stensättning            |              | Nysätra, Västerbotten |       | 64.334040, 21.022185 | 10014803130002 | Ladda upp en bild av detta fornminne |
| Nysätra 327   | Stensättning            |              | Nysätra, Västerbotten |       | 64.255825, 21.132717 | 12000000022373 | Ladda upp en bild av detta fornminne |
| Nysätra 329   | Stensättning            |              | Nysätra, Västerbotten |       | 64.220806, 21.035006 | 12000000022375 | Ladda upp en bild av detta fornminne |
| Nysätra 330   | Röse                    |              | Nysätra, Västerbotten |       | 64.220841, 21.034537 | 12000000022376 | Ladda upp en bild av detta fornminne |
| Nysätra 331   | Röse                    |              | Nysätra, Västerbotten |       | 64.353692, 21.130251 | 12000000022377 | Ladda upp en bild av detta fornminne |
| Nysätra 338   | Stensättning            |              | Nysätra, Västerbotten |       | 64.287901, 21.138091 | 12000000022384 | Ladda upp en bild av detta fornminne |